# 马力欧医生
《马里奥医生》（香港俗稱「孖寶醫生」）是一款於1990年发售的马里奥益智游戏。游戏由任天堂開發第一部开发，任天堂发行于紅白機和Game Boy平台。在游戏中玩家将扮演马力欧医生并彻底消灭病毒。在该下落拼图游戏中，当病毒和彩色胶囊练成一线时就会被消灭，而玩家就要通过控制胶囊来杀灭各关的全部病毒。
《马里奥医生》得到了好评，几次登上“史上最佳任天堂游戏”榜单。游戏曾被移植或复刻，亦在此后几乎所有的任天堂主机上都推出了续作，其中就包括重制于2004年发行于Game Boy Advance平台的《Famicom Mini》中。而《马里奥医生》也被改编为《瓦里奥制造》和《DS腦力強化訓練》的小游戏。

## 操作

《马里奥医生》通过将同色胶囊连成一线来消灭病毒。

在下落拼图益智游戏《马里奥医生》中，虚构角色马里奥将扮演一名医生，并向药瓶（即操作区）中投入双色胶囊，杀灭游戏中红黄蓝三色的病毒。而在操作方式上，游戏则接近俄罗斯方块，玩家需要控制下落胶囊的左右平移和旋转，并将其停到病毒和静止胶囊的旁边。当四个及更多的半胶囊或病毒在横纵方向连成一线时，它们就会从屏幕上一起消失。游戏的首要任务是过关，即将操作区的病毒消灭殆尽。当胶囊堆满操作区并从药瓶颈部溢出时，游戏就结束了。
玩家可以在新游戏开始时选择初始难度等级，其可以在0到20间取值，而该关需要杀灭的病毒数即随难度而改变。此外还有影响胶囊下落快慢的三种速度等级可供选择。玩家的得分仅与消灭病毒数有关，不受过关时间和胶囊用量的影响。玩家通关后仍可继续游戏累计得分，但该关的病毒数不变。一次消灭多个病毒会有附加得分，但连锁反应（消灭一组病毒后而引起另一组病毒的消灭）却无额外加分。此外速度等级亦会影响分数的计算，也就是“快速”即高分。

### 多人模式
《马里奥医生》提供了多人游戏模式，该模式下两个玩家在各自的操作区中游戏，并要比对方更早的全灭病毒。一次消灭多个病毒或引发连锁会让额外的胶囊掉入对手区域。当玩家先消灭完病毒或是对手胶囊溢出时，该小局即为获胜，先胜三局者为最终赢家。

## 开发与发行
《马里奥医生》由掌机Game Boy和Game & Watch之父，時任開發第一部部長横井军平设计，由隸屬開發第一部，曾參與開發《银河战士》和《超級瑪利歐樂園》的程式師原田貴裕主導開發（Game Boy版與山上仁志共同擔任總監，亦是山上仁志加入任天堂後參與開發的首部作品），原田后来成為银河战士系列的主要程式師和《瓦利歐樂園Shake》的製作人。游戏音乐由田中宏和谱曲，该音乐之后亦被改编于《任天堂明星大乱斗X》中，而田中后来担任了Creatures的总裁，该公司拥有宝可梦系列三分之一的版权（與任天堂和宝可梦主系列的開發商GAME FREAK共同持有）。

### 重制

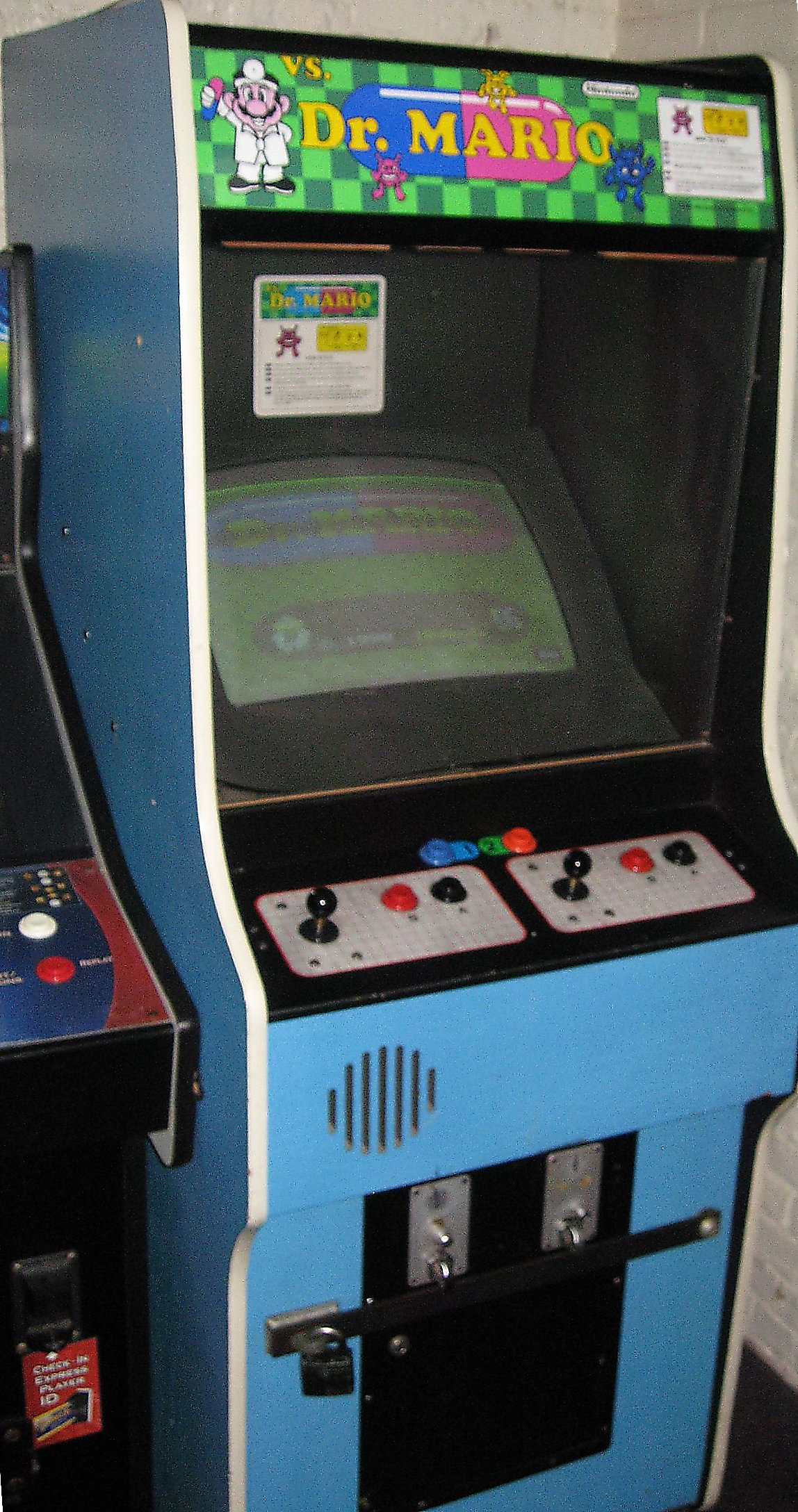
马里奥对战街机

《马里奥医生》在多种任天堂主机上都有复刻或移植版。对战系统最初就出现在1990年的两个街机：以《马里奥医生对战》为题的任天堂VS系统和PlayChioce-10中。FC版曾被两次移植到Game Boy Advance上，首次是将游戏移植于三十合一游戏《Famicom Mini》中，第二次则是以“马里奥医生与解谜合集”为题打包在2005年游戏《解谜合集》系列里。2003年5月20日，任天堂发布了“任天堂GameCube预展碟”，玩家可以下载FC版的《马里奥医生》并通过GBA傳輸線在GBA上游戏。
1994年12月30日，由Intelligent Systems開發的《马里奥医生》重制增强版和《俄罗斯方块》以《俄罗斯方块与马里奥医生》为题发售于超级任天堂平台。1997年3月30日，该版本还在日本发布了《马里奥医生BS版》，玩家可通过超级任天堂附加组件Satellaview下载该游戏。该版本后又为日本超级任天堂和Game Boy提供了任天堂力量扩展卡下载版。
在2011年7月27日，游戏原版发布21周年之际，日本用户可以通过3DS Virtual Console下载Game Boy初版游戏。而欧洲和北美用户则可分别于2012年3月22日和10月4日下载。

## 评价
| 汇总媒体     | 得分     |
| ------------ | -------- |
| GameRankings | 69.25%   |
| Metacritic   | 66 / 100 |

| 媒体       | 得分     |
| ---------- | -------- |
| GameSpot   | 7.4 / 10 |
| IGN        | 7.0 / 10 |
| 任天堂力量 | 7.2 / 10 |
| Play       | 67%      |
| Nintendojo | 7.7 / 10 |

虽然家长批评儿童游戏中出现了药品，但《马里奥医生》及移植版依然受到了普遍的好评。其中特别的负面评论是《ACE》杂志为Game Boy Advance版打的510‰分，并批评游戏画效单调、操作乏味，还称游戏是“糟透了的剽窃”，做的比原版还差。
在《任天堂力量》举办的全任氏主机最佳200游戏中，《马里奥医生》排到了第134位，而ScrewAttack评游戏为史上七佳马里奥游戏之一，同时IGN将游戏排到了FC平台的第51位。此外IGN亦将田中宏和所谱的游戏音乐评为十佳8位游戏音乐的第7名。
游戏被收录在GBA复刻游戏《经典FC系列》中，该《系列》在Metacritic的汇总得分为66%（10个评价）。多数的评价都认为游戏会令玩家上瘾并夸奖了新增的无线对战系统，但是也有人质疑这些相关游戏却使用了笼统的名称发布。Eurogamer称游戏“仍然耐玩，依旧令人上瘾、发狂，就好像回到了1990年”，此外它们也批评了任天堂就和雅達利的《雅达利选集》与Midway的《Midway街机豪华集》一样，使用“经典FC游戏”这种单一的名称来发布这些游戏。克雷格·哈里斯在IGN的评论中讽刺游戏使用了令人不安的药物，但也对游戏的迷人表示欣赏；此外他还批评了游戏的彩色元素会让黑白显示器用户操作不便。1UP.com评价游戏“游戏的彩色连线比平台游戏《超级马里奥兄弟》的踩乌龟更能引人入胜”；但评论也强烈怀疑《马里奥医生》是否值得收录于另一款GBA游戏《瓦里奥制造》中。

### 影响
继游戏取得商业成功后，任天堂发布了数个《马里奥医生》系列续作。《马里奥医生64》于2001年发布在北美的任天堂64平台，并特别引入了瓦里奥和几个《瓦利歐樂園3》的角色。此外游戏还提供了数个游戏模式，并允许最多四人联机对战。此后发布于日本的任天堂GameCube游戏合集《任天堂解谜选集》亦收录了《马里奥医生64》。《马里奥医生&细菌扑灭》于2008年发布于WiiWare，并允许玩家用任天堂Wi-Fi Connection联机游戏。最新作品《马里奥医生Express》于2009年发布于任天堂DSi，同时不再支持多人模式。
主角瑪利歐醫生在2001年格斗游戏《任天堂明星大亂鬥DX》作为隐藏角色登场，并通过投掷胶囊来攻击对方。而续作《任天堂明星大乱斗X》中选入并改编了《马里奥医生》初版的背景音乐“发烧”（Fever）和另一版的音乐“发冷”（Chill），改编者是原Data East音乐工作组“魔法气泡”的作曲岩崎政明。
在用瓦里奥替换马里奥系列人物的Game Boy Advance游戏《瓦里奥制造》中，收录了一个未上锁小游戏《瓦里奥医生》。任天堂DS游戏《更多大人的DS腦力鍛鍊》以“杀毒者”为名收录了一个精简版的《马里奥医生》，玩家需要用系统触摸屏控制操作区胶囊的移动。